# 6-メチルサリチル酸
6-メチルサリチル酸（英語: 6-methylsalicylic acid）は、化学式が CH3C6H3(CO2H)(OH) で表される有機化合物である。白色の固体で、塩基性水溶液と極性有機溶媒に溶ける。官能基としてカルボン酸とフェノール基を含む。4つあるメチルサリチル酸の1つ。
m-クレゾールの生合成前駆体であり、天然に存在する。その脱炭酸は6-メチルサリチル酸デカルボキシラーゼで触媒される。
6-メチルサリチル酸 ⇌ m-クレゾール + CO2